# Markt Bibart

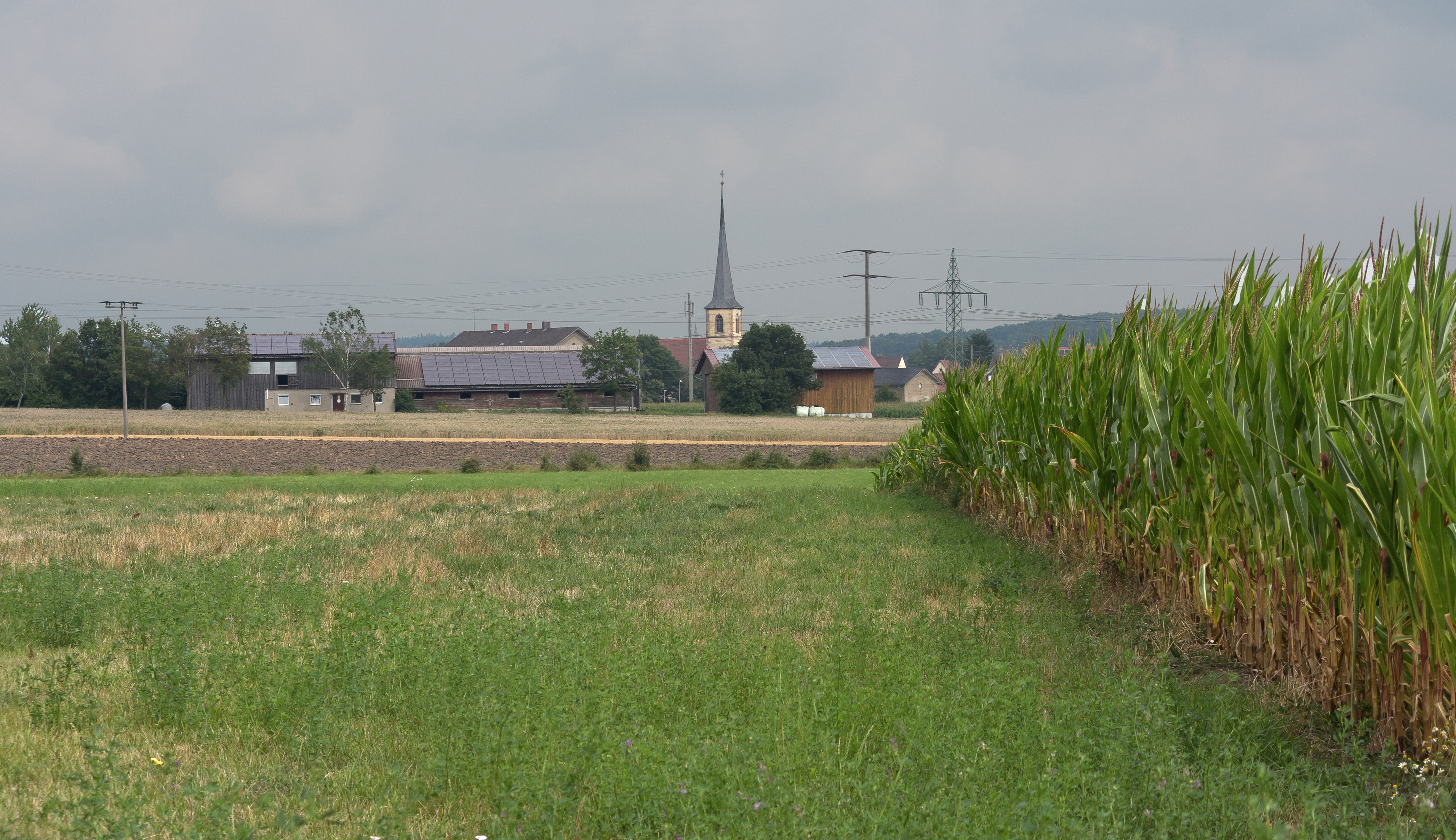
Markt Bibart, Blick auf das Dorf

Markt Bibart (fränkisch: Biewat) ist ein Markt im Landkreis Neustadt an der Aisch-Bad Windsheim in Mittelfranken.

## Geografie

### Geografische Lage
Markt Bibart liegt im Steigerwald zwischen Kitzingen im Nordwesten und Neustadt an der Aisch im Südosten an der Bibart. Der Fränkische Marienweg führt durch den Ort.

### Nachbargemeinden
Nachbargemeinden sind (von Norden beginnend im Uhrzeigersinn): Oberscheinfeld, Scheinfeld, Sugenheim, Iphofen und Markt Einersheim.

### Gemeindegliederung
Die Gemeinde hat sechs Gemeindeteile (in Klammern ist der Siedlungstyp angegeben):
- Altenspeckfeld (Weiler)
- Altmannshausen (Pfarrdorf)
- Enzlar (Weiler)
- Fuchsau (Siedlung)
- Markt Bibart (Hauptort)
- Ziegenbach (Kirchdorf)

Die einstigen Einöden Untere Mühle und Ziegelhütte sind seit der zweiten Hälfte des 20. Jahrhunderts im Gemeindeteil Markt Bibart aufgegangen, die ursprünglichen Gebäude wurden mittlerweile abgerissen. Der Ortsname Ziegelhütte hat sich auf die neu errichteten Wohngebäude übertragen. Die Einöde Josephshof ist eine Wüstung in der Gemarkung Ziegenbach.
Es gibt auf dem Gemeindegebiet die Gemarkungen Altmannshausen, Markt Bibart und Ziegenbach. Die Gemarkung Markt Bibart hat eine Fläche von 14,601 km². Sie ist in 1776 Flurstücke aufgeteilt, die eine durchschnittliche Flurstücksfläche von 8221,17 m² haben. In ihr liegt neben dem namensgebenden Ort der Gemeindeteil Fuchsau.

## Geschichte

### Ortsname
Der Ort wurde 816 als „Bibaroth“ erstmals urkundlich erwähnt. Der Ortsname leitet sich von einem gleichlautenden Flurnamen ab, dessen Grundwort ōdi (ahd. für Einöde, Wüste) und Bestimmungswort bibar (ahd. für Biber) ist. Der Flurname bezeichnet also eine öde Gegend, in der auffällig viele Biber vorzufinden waren. Diese Ersterwähnung findet sich in der Gründungsurkunde des Benediktinerklosters Megingaudshausen. Erwogen wurde auch (aufgrund von angeblich seit dem Mittelalter belegten Schreibweisen als „Biberah“ und „Byberach“ sowie „Biberach“) die Ableitung des Ortsnamens von ach (Ache) mit Anlehnung der zweiten Silbe an den Personennamenbestandteil -bert. 1457 begegnet dann die Bezeichnung Markt, die in der mundartlichen Aussprache (bīwətʰ) jedoch keine Berücksichtigung findet.

### Bis zum 19. Jahrhundert
Bibart gehörte über Jahrhunderte zum Hochstift Würzburg und war Sitz eines Amtes. Bibart lag im Fränkischen Reichskreis und gehörte zur Grafschaft Limburg-Speckfeld. Im Dreißigjährigen Krieg wurde der Markt Bibart ab Herbst 1631 von schwedischen Kleinverbänden geplündert. 1803 fiel der Ort mit der Säkularisation des Hochstifts Würzburg an das Herzogtum Bayern.
Im Rahmen des Gemeindeedikts (frühes 19. Jahrhundert) wurde der Steuerdistrikt Bibart gebildet, zu dem Altenspeckfeld, Altmannshausen, Enzlar, Untere Mühle und Ziegelhütte gehörten. Wenig später entstand die Munizipalgemeinde Markt Bibart, zu der Untere Mühle und Ziegelhütte gehörten. Die Gemeinde unterstand in Gerichtsbarkeit und Verwaltung dem Landgericht Markt Bibart und in der Finanzverwaltung dem Rentamt Iphofen. Ab 1862 war das Bezirksamt Scheinfeld für die Verwaltung zuständig (1939 in Landkreis Scheinfeld umbenannt) und ab 1879 das Rentamt Markt Bibart für die Finanzverwaltung  (1919–1929: Finanzamt Markt Bibart, von 1929 bis 1972: Finanzamt Neustadt an der Aisch, seit 1972: Finanzamt Uffenheim). Die Gerichtsbarkeit blieb bis 1879 beim Landgericht Markt Bibart, von 1880 bis 1973 war das Amtsgericht Scheinfeld zuständig, seitdem ist es das Amtsgericht Neustadt an der Aisch. 
In der Zeit des Nationalsozialismus wurde auf dem Gemeindegebiet ein Lager des Reichsarbeitsdienstes errichtet, das nach dem Zweiten Weltkrieg als Flüchtlingslager genutzt wurde. Seit 1961 trägt die Siedlung den Namen Fuchsau und ist ein amtlich benannter Gemeindeteil von Markt Bibart. Am 2. Februar 1963 wurde der Gemeindename Bibart amtlich in Markt Bibart geändert. 1964 hatte die Gemeinde eine Gebietsfläche von 14,614 km².

### Religionen
Die Bevölkerung ist überwiegend römisch-katholisch. Es existiert außerdem eine evangelisch-lutherische Pfarrei.

### Eingemeindungen
Im Zuge der Gebietsreform in Bayern wurde am 1. Januar 1972 die Gemeinde Ziegenbach und am 1. Januar 1976 die Gemeinde Altmannshausen eingegliedert.

### Einwohnerentwicklung
Im Zeitraum 1988 bis 2018 stieg die Einwohnerzahl von 1850 auf 1880 um 30 Einwohner beziehungsweise um 1,6 %.
Gemeinde Markt Bibart
| Jahr      | 1818   | 1840   | 1852   | 1861   | 1867   | 1871   | 1875   | 1880   | 1885   | 1890   | 1895   | 1900   | 1905   | 1910   | 1919   | 1925   | 1933   | 1939   | 1946   | 1950   | 1961   | 1970   | 1987   | 2007   | 2014   | 2021   |
| Einwohner | 618    | 633    | 652    | 620    | 691    | 686    | 692    | 721    | 694    | 672    | 692    | 696    | 726    | 702    | 754    | 755    | 752    | 986    | 2162   | 1747   | 1243   | 1496   | 1852   | 1939   | 1820   | 1884   |
| Häuser    | 110    | 117    |        |        |        | 130    |        |        | 125    | 121    |        | 124    |        |        |        | 135    |        |        |        | 154    | 196    |        | 470    |        | 590    | 605    |
| Quelle    | [ 13 ] | [ 20 ] | [ 21 ] | [ 22 ] | [ 23 ] | [ 24 ] | [ 25 ] | [ 26 ] | [ 27 ] | [ 28 ] | [ 21 ] | [ 29 ] | [ 21 ] | [ 30 ] | [ 21 ] | [ 31 ] | [ 21 ] | [ 21 ] | [ 21 ] | [ 32 ] | [ 17 ] | [ 33 ] | [ 34 ] | [ 35 ] | [ 35 ] | [ 36 ] |

Ort Markt Bibart
| Jahr      | 001818 | 001840 | 001861 | 001871 | 001885 | 001900 | 001925 | 001950 | 001961 | 001970 | 001987 | 002014 |
| Einwohner | 618    | 621    | *620   | 671    | 678    | 684    | 739    | 1737   | 1216   | 1472   | 1429   | 1488   |
| Häuser    | 110    | 114    |        |        | 123    | 122    | 132    | 151    | 190    |        | 354    |        |
| Quelle    | [ 13 ] | [ 20 ] | [ 22 ] | [ 24 ] | [ 27 ] | [ 29 ] | [ 31 ] | [ 32 ] | [ 17 ] | [ 33 ] | [ 34 ] | [ 37 ] |

## Politik

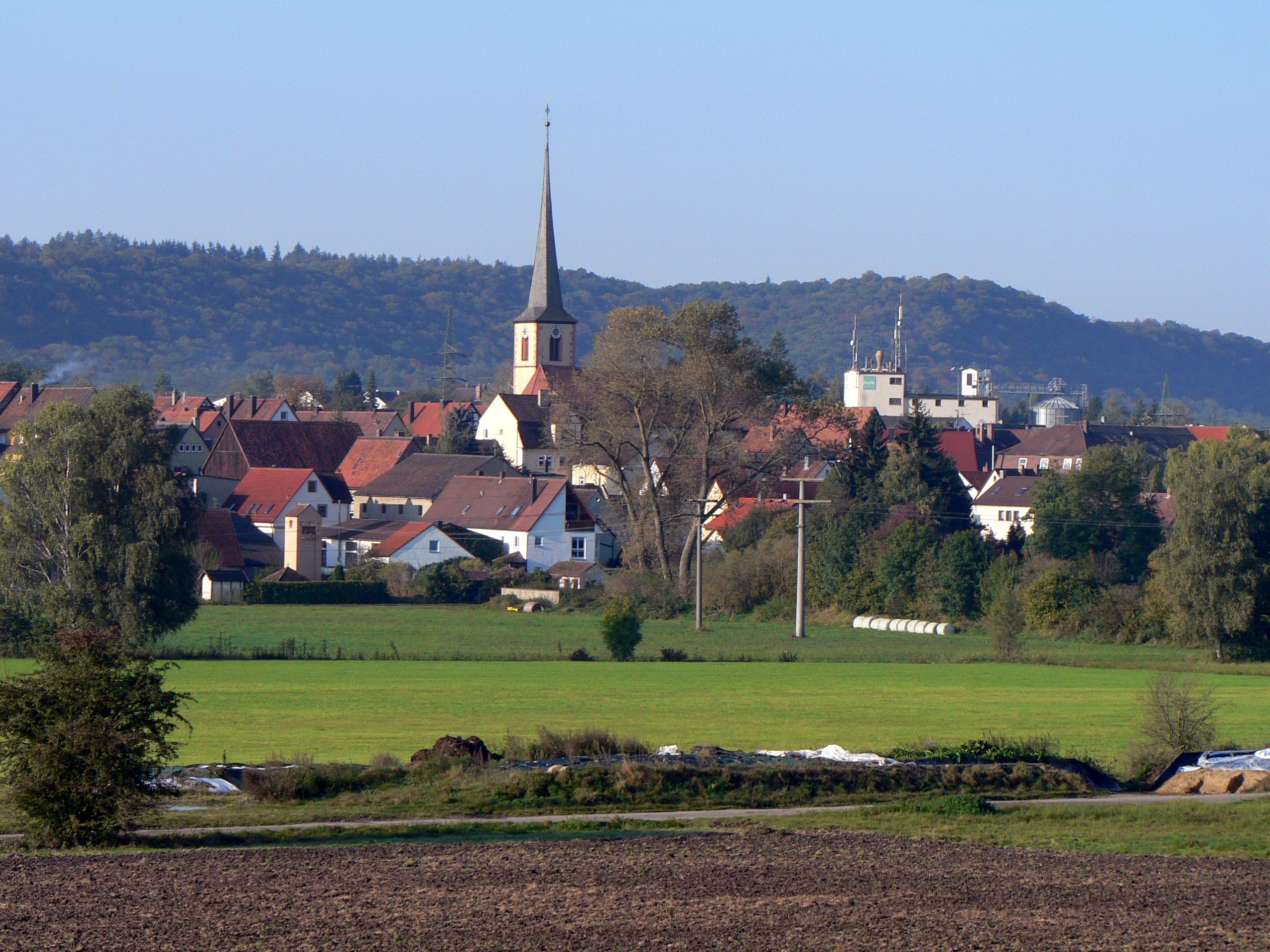
Nordostansicht

### Marktgemeinderat
Der Marktgemeinderat hat zwölf Mitglieder.
- CSU 6 Sitze
- UWG[38] 3 Sitze
- SPD 3 Sitze

(Stand: Kommunalwahl am 15. März 2020)

### Verwaltung
Die Gemeinde ist Mitglied der Verwaltungsgemeinschaft Scheinfeld.

### Wappen und Flagge
Markt Bibart führt seit dem 15. Jahrhundert ein Wappen.
| Wappen von Markt Bibart | Blasonierung: „Gespalten von Blau und Silber; vorne eine schräg gestellte, quadratische, von Silber und Rot gevierte Fahne an goldener Lanzenstange, hinten ein aufgerichteter, rot gezungter schwarzer Biber mit blauem Schwanz.“ |
| Wappen von Markt Bibart | Wappenbegründung: Seit 1390 gehörte der Ort zum Hochstift Würzburg, wo er bis 1802 verblieb. Daran erinnert das Würzburger Rennfähnlein in der vorderen Schildhälfte. In drei Siegeln vom 15. Jahrhundert bis Anfang des 18. Jahrhunderts steht ein kleiner Biberkopf unten am Lanzenschaft. In einem Ratssiegel aus dem 18. Jahrhundert erscheint erstmals der für den Ortsnamen redende Biber in ganzer Gestalt, der an der Spaltlinie empor klettert. Im Schrifttum erscheint er seit 1856 aufgerichtet. Von 1816 bis 1835 ist die vordere Schildhälfte rot. keine Gemeindeflagge |

## Kultur und Sehenswürdigkeiten

### Bauwerke
Die alte katholische Pfarrkirche St. Marien ist ein Paradebeispiel des nachgotischen Echterstils.
Die Befestigung des Ortes aus dem Mittelalter hat sich kaum erhalten.
Der Aussichtsturm Hüßberg, ein etwa 21 Meter hoher hölzerner Aussichtsturm auf der südlich von Markt Bibart an der Gemeindegrenze zu Neundorf (Sugenheim) gelegenen Hüßbachleite (388,9 m), einem östlichen Ausläufer des 410,9 m hohen Hüßbergs.

## Wirtschaft und Infrastruktur

### Ansässige Unternehmen
Das EGGER Spanplattenwerk in Fuchsau produziert mit etwa 170 Mitarbeitern über 500.000 m³ Spanplatten jährlich.

### Bildung
Die Grund- und Teilhauptschule I wurde in Markt Bibart zum Schuljahr 2004/2005 aufgelöst. Seitdem besitzt Markt Bibart nur noch eine einzügige Grundschule (Grundschule Markt Bibart).

### Verkehr
Markt Bibart gehört dem Verkehrsverbund Großraum Nürnberg (VGN) an und hat einen Bahnhof an der Bahnstrecke Fürth–Würzburg. Er wird stündlich von der Regionalexpresslinie RE 10 (Würzburg–Nürnberg) bedient. In seiner Nähe befindet sich auch ein Unterwerk. Das Umland ist durch mehrere Buslinien erschlossen, die ebenfalls zum VGN-Netz gehören. Sie verkehren jedoch außerhalb der Spitzenzeiten und am Wochenende nicht.
Markt Bibart wird von der Bundesstraße 8 tangiert, die nach Oberlaimbach (3,1 km östlich) bzw. an Altmannshausen vorbei nach Enzlar führt (5,1 km nordwestlich). Dort mündet die Bundesstraße 286 in die B 8. Die Staatsstraße 2263 führt zur Staatsstraße 2421 bei Scheinfeld (2,6 km nordwestlich). Die Staatsstraße 2253 führt an Fuchsau und Hürfeld vorbei zur Staatsstraße 2256 bei Sugenheim (4,4 km südlich).

## Persönlichkeiten

### Söhne und Töchter der Gemeinde
- Franziska von Fritsch (1828–1904), Schriftstellerin
- Herman Haupt (1854–1935), Landes- und Kirchenhistoriker, Bibliothekar
- Ludwig Leuchsner (* 24. Februar 1578), Jurist, Rechtsanwalt in Nürnberg, Geheimer Regierungsrat in Neustadt an der Aisch

### Mit dem Markt verbundene Personen
- Franz Anton Jäger (1765–1835), von 1805 bis 1821 Pfarrer im Ort